# Oommen Chandy
 (juin 2021).
Si vous disposez d'ouvrages ou d'articles de référence ou si vous connaissez des sites web de qualité traitant du thème abordé ici, merci de compléter l'article en donnant les références utiles à sa vérifiabilité et en les liant à la section « Notes et références ».
Oommen Chandy (en malayalam : ഉമ്മൻ ചാണ്ടി), né le 31 octobre 1943 à Puthuppally (Travancore) et mort le 18 juillet 2023 à Bangalore (Karnataka), est un homme politique indien. Il occupe le poste de ministre en chef du Kerala de 2004 à 2006 et de 2011 à 2016.

## Biographie

### Jeunesse et formation
Né à Puthuppally, dans le district de Kottayam au Kerala, alors dans l'empire des Indes, au sein d'une famille aisée supérieure chrétienne orthodoxe syrienne, Chandy entre dans l'arène politique en tant que militant de l'Union des étudiants du Kerala (KSU), l'aile étudiante du parti du Congrès. Il est président de la section KSU à St George High School de Puthupally de 1967 à 1969, puis président de l'organisation au niveau de l'État du Kerala en 1970. Chandy termine ses études au CMS College de Kottayam, puis obtient un BA au St. Berchmans College à Changanassery. Il obtient également un diplôme en droit (LLB) du Government Law College à Ernakulam.

### Vie politique
Chandy est élu à l'Assemblée législative du Kerala en 1970, 1977, 1980, 1982, 1987, 1991, 1996, 2001, 2006, 2011, 2016 et 2021. Il est président du comité des comptes publics pendant la période 1996-98.
Il est ministre en chef du Kerala du 31 août 2004 au 12 mai 2006 et de nouveau du 18 mai 2011 au 20 mai 2016.